# 七月蜂起
七月蜂起（しちがつほうき、露：Июльское восстание）は、 1917年7月中（グレゴリオ暦では7月16–20日、ロシア旧暦では7月3–7日）に、ロシアのペトログラードで兵士や工場労働者たちがロシア臨時政府に対して自発的に武装デモを起こし交戦状態に至った事件。ロシアでは、「七月の日々 （露：Июльские дни) 」や 「七月危機 （露：Июльский кризис) 」とも呼ばれる。日本語での研究文献では 七月事件 や 七月暴動 と呼ばれることもある。 ボルシェヴィキは当初、デモ行動を阻止しようとしたが、その後デモ隊を支援することを決定した。（以下、本記事は基本的にグレゴリオ暦の日付で示す。）
ボルシェヴィキは平和的なデモを意図していたが、結果的に武力衝突が発生した。 その結果、ボルシェヴィキの指導者であるウラジーミル・レーニンは逃亡と潜伏生活を余儀なくされ、他の指導者たちは逮捕された。ロシア臨時政府による七月蜂起の鎮圧により、十月革命以前の期間におけるボルシェヴィキ勢力の権力と影響力は一時的に後退することとなった。

## 背景
二月革命後の1917年4月、ドイツ政府の手配した封印列車で亡命先のスイスより帰国しペトログラードに戻ったレーニンは直ちに『四月テーゼ』を公表している。これは臨時政府をブルジョアジーの権力、ソヴィエトをプロレタリアートの権力と見なし、前者から後者への全面的な権力の移行を主張するもので、メンシェヴィキやその他のリベラル派勢力からは拒絶反応を引き起こした。
6月16日（ロシア旧暦:6月3日）から、第1回全ロシア・ソヴィエト大会が開かれた。投票権をもつ822名の代議員のうち、285名は社会革命党（エスエル）、248名はメンシェヴィキ、そして105名がボルシェヴィキだった。この大会でレーニンは、ボリシェヴィキ単独による権力獲得を強く主張したとする。メンシェヴィキの郵便電信大臣ツェレテリが演説で、「現在のロシアには、こちらに政権を引き渡せ、諸君は立ち去って、われわれに席を譲るがよい、と言える政党はありません。」と、当時の不安定なロシアの政情では各政党が協力して挙国一致体制を採るべきと主張したのに対し、「そういう政党は存在する！（露：Есть такая партия!) 」と野次ると、その後の演説で、臨時政府に対して宣戦を布告し、ボリシェヴィキが権力を取る用意があることを主張した。しかしながら、この演説はボリシェヴィキ以外の参加者たちからは誰も本気で取り合ってもらえず、笑いの渦にかき消されてしまった。まだ当時のボリシェヴィキの勢力は、社会主義政党の中でもメンシェヴィキやエスエルより弱小な第3党に過ぎないものであった為である。またこの頃、エスエル、メンシェヴィキ、ボリシェヴィキ（35名）、その他小グループを含めた250名から構成される「全ロシア中央執行委員会｣が結成された。
5月から6月にかけては、無政府主義者（アナキスト）たちが「搾取者を搾取する」為と称して資産家の邸宅を襲って財産の収奪を行なう事件が多発している。その象徴的な事件としては、元内務大臣ピョートル・ドゥルノヴォ邸をアナキストが不法占拠を行なったところに、臨時政府が大掛かりな攻撃を行なったというものがある。このように、ロシア国内は凄まじい混乱と暴力に満ちた社会となり、社会秩序そのものが無きに等しい状況に陥っていた。

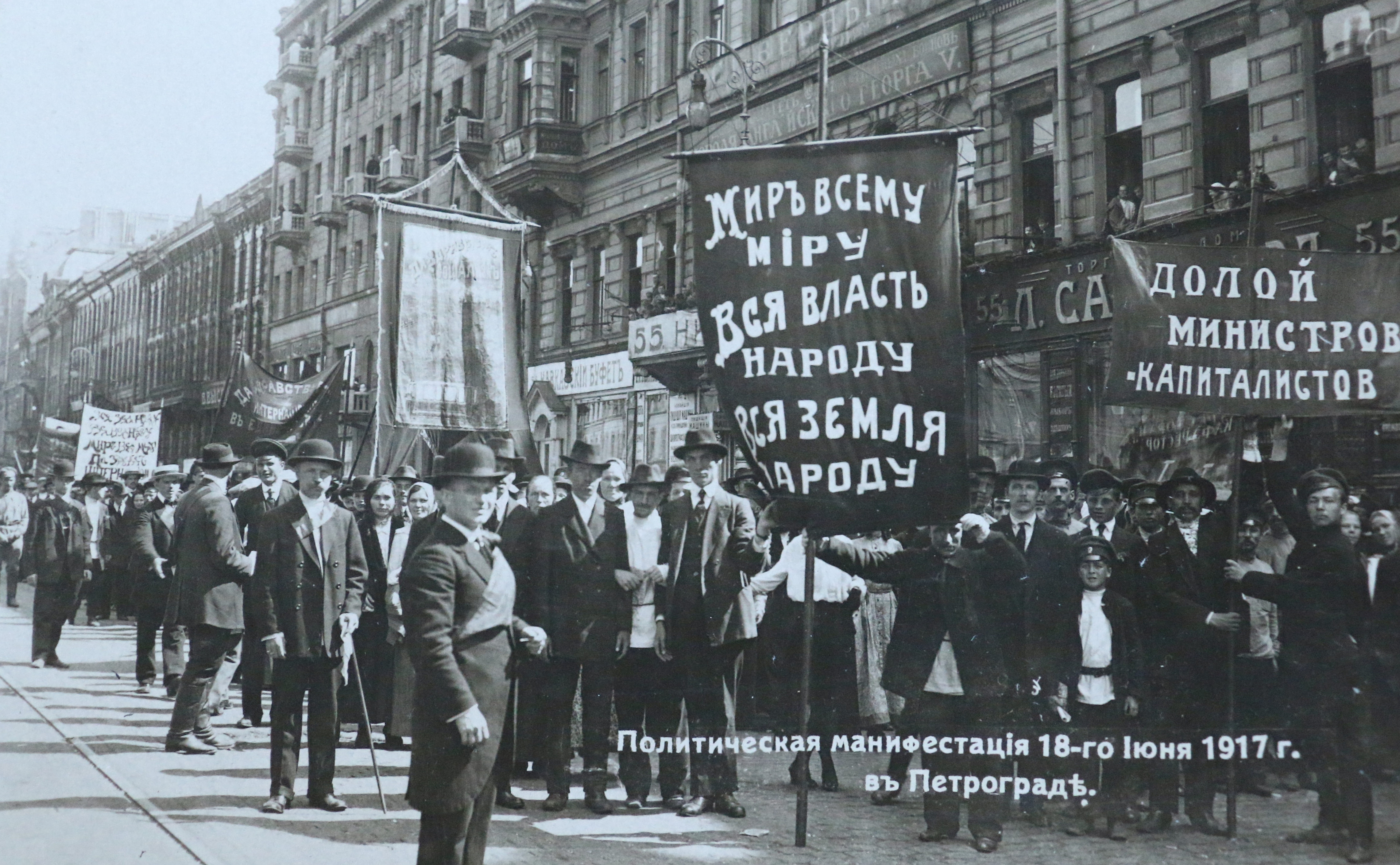
ペトログラードのネフスキー大通りにおける1917年7月1日のボルシェヴィキによるデモ

7月1日（ロシア旧暦:6月18日）、ペトログラードの中心にある広場マルソヴォ・ポーレにおいて、全ロシア・ソヴィエト大会はデモを主催したが、およそ50万の労働者と兵士が参加したデモでは、ほぼボルシェヴィキのスローガンだけによって埋め尽くされ、実質的にボルシェヴィキによるデモと化した。「10人の資本家の大臣の即時辞任！」、「戦争を終わらせる時が来た！」、「すべての権力をソヴィエトへ！」といった大衆が掲げた主張は、資本家と臨時政府の政策やソヴィエト大会の指導部と大衆感情との間にギャップが生じていることを示した。更にはボルシェヴィキ党中央委員会に対しても、党中央は本気で臨時政府と戦う気があるのかと突き上げた。臨時政府側やボルシェヴィキ党中央委員会の想定以上にロシア国内では武装政治デモに対する支持が拡大している状況となっていた。
地方ではロシア人以外の少数民族が独立を求めて動いていた。特に強力だったのはウクライナで、「ウクライナ中央ラーダ（ウクライナ語で「ソヴィエト」の意味）」は5月の段階で臨時政府に対し、ウクライナの自治を認めるべきことを要求していた。エス・エルの陸海軍相ケレンスキー、メンシェヴィキの郵便電信大臣ツェレテリといったソヴィエト出身（社会主義者）の閣僚やウクライナ出身の財務大臣テレシチェンコたちはこれに妥協しようとしたが、ウクライナの農業・鉱業に利権を持つブルジョア政党の立憲民主党（カデット）は激しく反発し、7月15日（ロシア旧暦:7月2日）にはカデットの閣僚3人が抗議辞任をしてしまうなど、臨時政府内も左右の対立が激化してまとまりを欠く状態となっていた。
一方、第一次世界大戦の東部戦線では、7月1日（ロシア旧暦:6月18日）にケレンスキー攻勢と呼ばれるロシア軍の大攻勢作戦が実施されたが、ドイツ軍の大反撃に遭ってロシア軍は多大な損害を被り歩兵の士気は著しく低下していた。しかしながら臨時政府は連合国側の圧力に屈して、7月16日（ロシア旧暦:7月3日）、ガリツィア戦線での更なる攻勢を開始するという状況であった。

## 7月16日

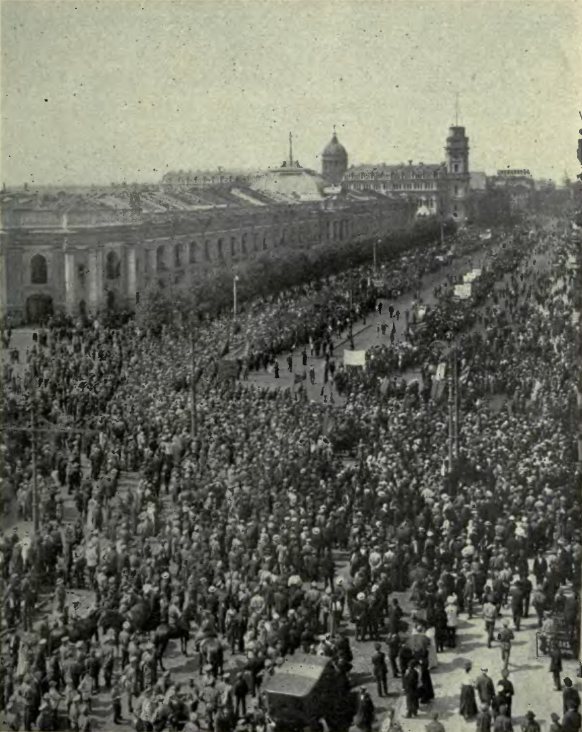
七月蜂起におけるネフスキー大通りでのデモ

1万9千名もの大連隊であった機関銃兵第一連隊（首都ペトログラードとその近郊に駐屯）は、7月上旬（ロシア旧暦:6月下旬）から連隊の一部を前線へ送れという政府命令に抵抗していた。機関銃兵第一連隊はアナキストの影響を受けていた。彼らは、7月15日に起きたカデット所属3大臣の辞職を見て、「臨時政府の打倒！」「すべての権力をソヴィエトへ！」を実現する好機と捉え、その日のアナキストの秘密会議において、ペトログラードの労働者と兵士に反政府デモ実施の呼びかけることを決定した。
7月16日（ロシア旧暦:7月3日）、ペトログラードで機関銃兵第一連隊の兵士たちによる自発的なデモが発生した。同連隊は首都の労兵を立ちあがらせるためにオルグを派遣した。機関銃兵たちの訴えは、モスクワ連隊、パブロフスキー連隊（近衛歩兵第一連隊）、擲弾兵並びに第一予備連隊の兵士からの賛同を得ることに成功した。 これらの部隊は、「すべての権力をソヴィエトへ！」の言葉をスローガンにしてデモ行進を行なった。工場の労働者もそのデモに加わった。メンシェヴィキとエスエルが多数派を占めて事実上この二派によって牛耳られていた全ロシア中央執行委員会の指導部は、デモ禁止令を出した。
ボルシェヴィキはそのデモ行動を組織的で平和的なものにしようと、デモ隊に指導者たちを送り込むことを決定した。しかしながら、機関銃兵たちの武装デモ決行への決意は固く、機関銃兵連隊を説得に行ったボルシェヴィキ党員マルティン・ラツィスは、兵士から銃剣でおどされ、同連隊臨時革命委員長に選ばれたボリシェヴィキのニコライ・セマーシコに対しては、「開始された運動を止めることはできぬ」ときっぱり拒絶された。逆に、機関銃兵のオルグは成功していった。
午後7時頃、機関銃兵第一連隊、新レスネル工場、新パルヴィアイネン工場の労兵を先頭として、大武装デモが開始された。軍隊では、モスクワ連隊、擲弾兵連隊、バヴロフスキー連隊、工兵第六大隊、歩兵第一八〇連隊の一部、歩兵第一連隊の一部があとに続いた。労働者の方は、ルースキー・ルノー、アイヴァス、フェニックス、ペトログラート金属、旧パルヴィアイネン、バルト造船、ラジオ電信工場、ペトログラード鋼管、ジーメンス・シュッカート、製釘工場などの労働者があとに続いた。
デモ隊の一部はクシェシンスカヤ邸（ボリシェヴィキ党本部所在地）に向かった。スターリンやスヴェルドロフらボリシェヴィキ党幹部数名は、バルコニーから演説して人々に引き返すように呼びかけた。「ひっこめ！」という怒号でデモ隊は応えた。ついにボリシェヴィキ党指導者もデモを中止させることはできないことを覚った。その場にいた同党ペトログラード市委員会は、緊急に協議し、「組織的」で「平和的」なデモをおこなうよう提案することを決めた。デモを中止しようとする中央委員会のアピールが印刷から取り去られたため、党機関紙『プラウダ』は丸々1ページを白紙のまま配布された。この間、タヴリーダ宮殿で午後7時からおこなわれていたペトログラード・ソヴィエト労働者部会も、デモ支持を決議し、これに「平和的性格を与える」ための委員会を選出した。この会議が終った頃からデモ隊がここに到着し始め、やがてタヴリーダ宮殿前はデモ隊で埋め尽くされた。

## 7月17日

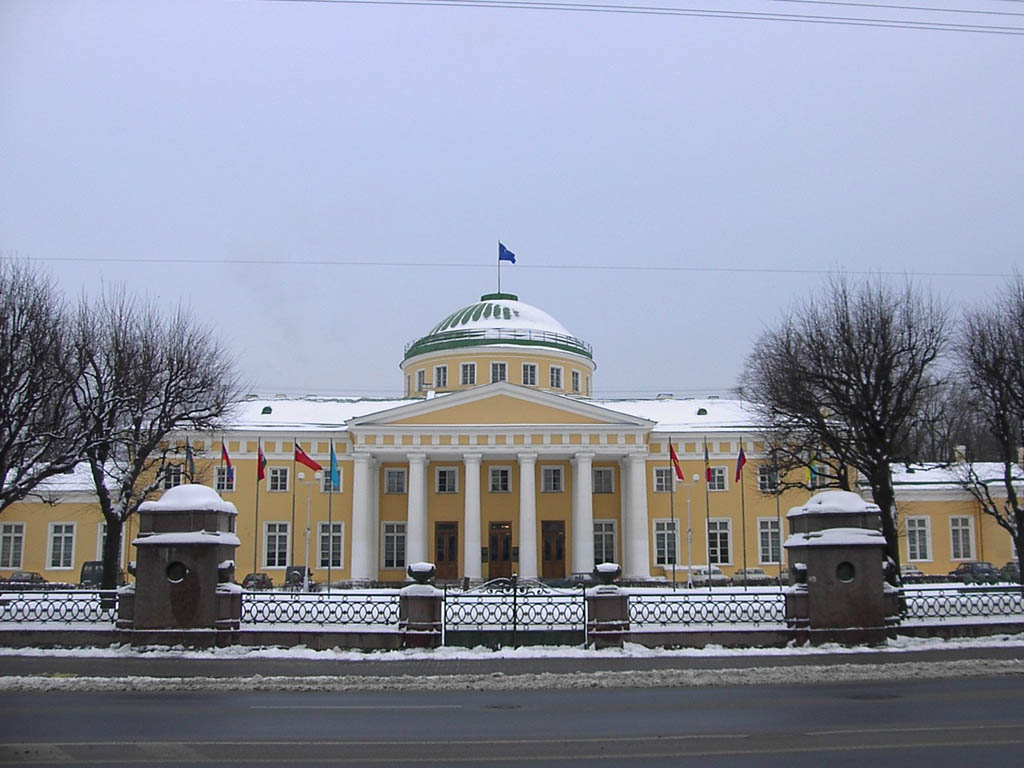
1917年にペトログラード・ソヴィエト委員会が置かれたタヴリーダ宮殿。

7月17日（ロシア旧暦:7月4日）、臨時政府およびソヴィエト中央のデモ禁止令を蹴って、前日を上まわる大武装デモが展開された。この日は、クロンシュタットの水兵1万人をはじめとし、ペチェルゴーフ、リゴヴォ、オラニエンバウム、ツァールスコエ・セローなどの近郊都市からもデモ隊がやってきて「すべての権力をソヴィエトへ！」というスローガンの下、50万人の労働者、兵士、水兵による平和的なデモが行われた。モスクワ、ニジニ・ノヴゴロド、クラスノヤルスクなどの都市で反政府デモが行われた。
デモ隊は、正午の12時頃から続々とタヴリーダ宮殿に到着し、再びソヴィエト中央に圧力をかけた。だがケレンスキーを中心とするエス・エルとメンシェヴィキの協調派の決意はゆるがなかった。午後5時半に始まった労兵ソヴィエト中央執行委員会・全国農民ソヴィエト執行委員会合同会議は、二週間後に労兵ソヴィエト中央執行委員会・全国農民ソヴィエト執行委員会合同会議を地方代表を加えておこなうこと、それまで現政府の権力を認めることを決議した。この間、臨時政府側のカザーク部隊とデモ側の部隊との間で銃撃戦がおこなわれ、死者まで出た。銃撃はこの他何度か起った。タヴリーダ宮殿では、農相のチェルノフが群衆によって一時拘束され、トロツキーによって解放されるという一幕もあった。

レーニンは病気療養の為フィンランドで静養中であったが、17日の早朝6時頃に党中央委員会からの使者から武装デモ発生の知らせを受けて急ぎ列車に乗り、午前11時頃にはペトログラードに戻ってきた。レーニンの真意は、平和的手段でなく武力に依らなければ政権を取ることは出来ないが、現状ではボリシェヴィキ側の武力は不足し、かりに武力蜂起に踏み切っても成功しない。来たるべき武力蜂起の時に備えるべく、現時点ではボリシェヴィキは平和的なデモによって政府に圧力を加える路線を取らざるを得ない。ただ血気に逸った大衆たちからの支持を落とさないように武力蜂起への動きを抑えなければならない。ボリシェヴィキが党として武力蜂起への陰謀を指導したという証拠を残してはならぬ。その為、レーニンがクシェシンスカヤ邸から折りしも到着したクロンシュタットの武装水兵に呼びかけた演説の歯切れの悪さは、彼の両面作戦の苦悩がにじみ出るものとなった。

「私が病気で少ししか話せないのを許して欲しい。ペトログラード労働者の名において、革命的なクロンシュタットの同志に挨拶を送りたい。『すべての権力をソヴィエトへ』という我々のスローガンは、寄り道はあるにしろ必ず勝利する。諸君、堪忍不抜であれ。警戒を怠ってはならない。」

散発的な銃撃戦までおこなわれる中にあって、臨時政府側の武力はまことに弱少であった。政府とソヴィエト中央は懸命になって部隊をかき集めたが、17日昼までに、プレオブラジェンスキー連隊、カザーク諸連隊、ヴラディーミル士官学校から忠誠をとりつけることができただけだった。だが司法大臣ペレヴェルゼフは奥の手とも言うべき奇手、つまりレーニンがドイツのスパイであることを「証明」する文書を見せるという決断をした。午後5時頃、ペレヴェルゼフは、報道関係者とともに80人以上のペテログラードおよびその周辺の駐留軍団代表者を彼の執務室へと招いた。将来に見込まれるボルシェヴィキ指導者の裁判での最も明確な有罪証拠資料を守るために、ペレヴェルツェフは、持っている証拠の断片だけや、価値がきわめて乏しいものを公表した。ロシア軍兵士のエルモレンコ中尉がドイツ軍の戦時捕虜だった間にレーニンはドイツ軍のために働いていると聞いたというあいまいな内容の調書やストックホルムを経由したボルシェヴィキのベルリンとの金銭関係に関する情報であった。情勢が緊迫度を増す中、ボリシェヴィキは偶発的な衝突の発生を避ける為、夜に入るとデモ隊へ解散するように説得し、午後9時頃までにデモ隊はタヴリーダ宮殿から引き揚げた。この時から力関係が変化し始めた。

## 7月18日
7月18日（ロシア旧暦:7月5日）の午前1時、それまで中立を守っていたイズマイロフスキー連隊、プレオブラジェンスキー連隊、セミョーノフスキー連隊がタヴリーダ宮殿に行進して現れ、ソヴィエト中央支持に転換して臨時政府側に立つことを鮮明にした。前日のペレヴェルゼフが公表した「レーニンはドイツのスパイである」とする発表内容を知っての行動であった。更に北部戦線から有力な部隊がデモ鎮圧の為に首都ペトログラードに向かったとのニュースが流れた。
状況は一変した。18日の朝、「プラウダ」の発行所は急襲された。レーニンは直前に逃亡していた。ボリシェヴィキはペトロパヴロフスク要塞にいるクロンシュタット水兵に大人しく帰るように説得する代わりに、ボリシェヴィキ党員は逮捕しないとの、ボリシェヴィキ幹部カーメネフとソヴィエト執行委員リーベルとの合意が為された。
ボリシェヴィキ幹部たちはクロンシュタット水兵たちに基地に戻るように命じ、一部の水兵たちは基地に戻った。クシェシンスカヤ邸を守備する残る水兵たちは帰還命令を拒んでいたが、勢力に優る臨時政府側の軍団に囲まれ、屈服した。武装デモに参加した部隊の武装は解除され、工場は捜索を受け武器は没収させられた。

## 7月19日
7月19日（ロシア旧暦:7月6日）、北部戦線からカザーク部隊が到着して臨時政府側とボリシェヴィキ側の力関係が変わり、前日のボリシェヴィキ党員は逮捕しないとの約束は反故にされ、臨時政府はボリシェヴィキ党幹部たちを国家叛逆罪の容疑で逮捕を始めた。潜伏活動に入ったレーニンも上記の罪の容疑で追われることになった。
ペトロパヴロフスク要塞にいた機関銃兵連隊の将校ワシリエフを逮捕。ペトロパヴロフスク要塞で降伏したクロンシュタット水兵たちの強制送還が実施された。

## 7月20日
7月20日（ロシア旧暦:7月7日）、ペレヴェルゼフは閣内でボリシェヴィキの秘密文書を公表したことを責められ、司法大臣の職を辞することを余儀なくされた。臨時政府はマリインスキー宮殿から冬宮に移動した。一方、東部戦線のゾーロチウ（ズロチョフ）でドイツ軍は前日の19日にロシア軍に対し大規模な反攻を行なった結果、約20kmに亘りロシア軍の前線が崩壊して壊乱に近い状態に陥ったとのニュースがペテログラードに届いた為、リヴォフ首相は辞任した。
一方で、臨時政府に忠誠を誓う部隊が前線からペトログラードにぞくぞくと集結して武装デモ側の部隊を数で圧倒した結果、武装デモ側の騒乱の鎮圧はほぼこの日をもって完了した。

## 7月21日
7月21日（ロシア旧暦:7月8日）、リヴォフの後継としてケレンスキーが首相になった。

## 7月22日
7月22日（ロシア旧暦:7月9日）、カーメネフが逮捕された。

## 結果
レーニンはジノヴィエフと共に逃亡に成功したが、カーメネフやルナチャルスキーといった主だったボリシェヴィキの幹部は逮捕され、ボリシェヴィキは大打撃を受けた。トロツキーは当時、正式なボリシェヴィキの党員でなかった為、すぐには逮捕されなかったが、間もなく収監された。結局、騒乱に参加したおよそ800人が収監されることになった。
確定的に言えるかぎりで、ボルシェヴィキは身体的には傷つけられた者は誰もいなかった。メンシェヴィキとエスエルは、ボルシェヴィキを依然としてはぐれた友人のごとく見なしており、ボルシェヴィキに向けられた追及がソヴィエトや社会主義運動全体に対する攻撃を単に偽ったものなのではないかと怖れていた。彼らの本当の敵はカデットなどの反革命主義者で反社会主義者であると考えていた。その為、ケレンスキーは騒乱の鎮圧後もボルシェヴィキに徹底した弾圧を行なっていない。
ケレンスキー政府の下でロシア軍の最高総司令官に就任した参謀長コルニーロフは、反戦を主張するボルシェヴィキと協調的なケレンスキーの態度に不満を抱き、臨時政府と軍指導部との対立が深まっていく。やがて、コルニーロフはソヴィエトに対しコルニーロフの反乱と呼ばれる反乱を起こした。ケレンスキーはソヴィエトに対して無条件支持を要請し、8月28日、ソヴィエトはこれに応じて対反革命人民闘争委員会をつくった。またケレンスキーは七月蜂起で逮捕したボリシェヴィキの党員を釈放し、協調して反乱に対抗する姿勢を示した。党員の釈放によってボリシェヴィキは党勢を急速に回復させていく。そして、対反革命人民闘争委員会にボリシェヴィキも加わってコルニーロフと闘う姿勢を示し、反乱を鎮圧することが出来た。10月10日（ユリウス暦）、ボリシェヴィキの中央委員会は投票を行い、10対2で「武装蜂起はもはや避けられず、その期は十分に熟した」という宣言を採択した。ペトログラード・ソビエトは10月12日（ユリウス暦）に軍事革命委員会を設置した。その後、十月革命によってボリシェヴィキは権力奪取する。
この「七月蜂起」の失敗の後、レーニンは「すべての権力をソヴィエトへ」をというスローガンを放棄することを呼びかけるようになった。これまでの様な平和的な手段によって権力を奪取するのではなく、「武装蜂起」、つまり「暴力革命」によって臨時政府から政権を奪取することを志向することになった。
「七月蜂起」の失敗にかかわらず、ボリシェヴィキはケレンスキーの協調主義的な対応により、党の壊滅は辛くも避けられた。その後のコルニーロフの反革命的な反乱を僥倖として党勢を挽回するが、その後は武力に依る臨時政府の打倒を図り、十月革命への動きにつながっていく。